# Ocupació soviètica de Letònia el 1940
L'Ocupació soviètica de Letònia el 1940 es refereix, segons el Tribunal Europeu de Drets Humans, el Govern de Letònia, el Departament d'Estat dels Estats Units, i la Unió Europea, a l'ocupació militar de la República de Letònia per part de la Unió Soviètica, ostensiblement sota les provisions del Pacte Mólotov-Ribbentrop de 1939 amb l'Alemanya nazi.
Quan la Segona Guerra Mundial va esclatar al setembre de 1939 amb la invasió alemanya de Polònia, Letònia ja havia caigut sota l'esfera d'influència soviètica en el Pacte Mólotov-Ribbentrop i el seu Protocol addicional secret d'agost de 1939.
En el període de revisió de la història soviètica que va començar durant la Perestroika, la U.R.S.S. va condemnar el 1989 el protocol secret de 1939 entre l'Alemanya Nazi i ells que va portar a la invasió i ocupació dels tres països bàltics, incloent a Letònia. Mentre que Rússia, a través d'un tractat amb Lituània, va reconèixer l'impacte negatiu que va tenir la Unió Soviètica en la sobirania de Lituània abans de la dissolució de la U.R.S.S., no ha existit cap tractat que faci el mateix amb relació a Estònia o Letònia, i les autoritats de la Unió Soviètica no van reconèixer l'ocupació abans de la seva dissolució. Després de la dissolució de la Unió Soviètica, la sobirania de Letònia va ser restaurada el 1991. El 22 d'agost de 1996, el Parlament letó va aprovar una declaració on va afirmar que l'ocupació soviètica de Letònia el 1940 va ser una «ocupació militar» i una «incorporació il·legal».

## Antecedents

### Període 1919-1939
Després de la Revolució Russa de 1917, Letònia va declarar la seva independència el 18 de novembre de 1918. En acabat una prolongada guerra d'independència, Letònia i la Rússia Soviètica -predecessora de la Unió Soviètica- van signar un tractat de pau l'11 d'agost de 1920. En el seu article núm. 2, la Rússia Soviètica «reconeixia sense reserva la independència i sobirania de l'Estat Letó i renunciava voluntàriament i per sempre tots els seus drets sobirans (...) al poble letó i el seu territori». La independència de Letònia va obtenir el reconeixement diplomàtic del Consell Aliat Suprem -França, Gran Bretanya, Itàlia, el Japó, Bèlgica- el 26 de gener de 1921. Altres estats van fer el mateix. El 22 de setembre de 1921 Letònia va ser admesa en la Societat de Nacions i en va ser membre fins a la dissolució formal de la Societat el 1946. El 5 de febrer de 1932, un Tractat de No-Agressió va ser signat amb la Unió Soviètica, basat en el tractat de l'11 d'agost de 1920, els acords bàsics del qual establien en forma inalterable i indefinida la base per a les relacions entre els dos estats. L'1 de setembre de 1939, el dia en què la Segona Guerra Mundial va esclatar, Letònia va declarar la seva neutralitat.

### Tractats rellevants entre la U.R.S.S. i Letònia
Abans de la Segona Guerra Mundial, la República de Letònia i la U.R.S.S. van signar i van ratificar els següents tractats: 
- Pacte Briand-Kellogg. Signat el 27 d'agost de 1928, on «condemnen la guerra com a mitjà de solució de controvèrsies internacionals i que desisteixen del seu ús com a eina de la política nacional a les seves relacions mútua».[11]
- Tractat de No-Agressió. Signat el 5 de febrer de 1932 entre Letònia i la Unió Soviética.[12]
- Convenció per a la Definició d'Agressió. Signat el 3 de juliol de 1933. Per primera vegada a la història de les relacions internacionals, l'agressió va ser definida en un tractat vinculant signat a l'ambaixada soviètica a Londres per la Unió Soviètica i, entre d'altres, Letònia.[13][14]

L'Article II defineix les formes d'agressió. Serà reconegut com a agressor aquell Estat que sigui el primer de cometre les següents accions:
Capítols rellevants:
- Segon - invasió del territori d'un altre Estat a càrrec de forces armades també sense una declaració de guerra.
- Quart - un bloqueig naval de la costa o els ports d'un altre Estat.

## 1939-1940: El camí a la pèrdua de la independència

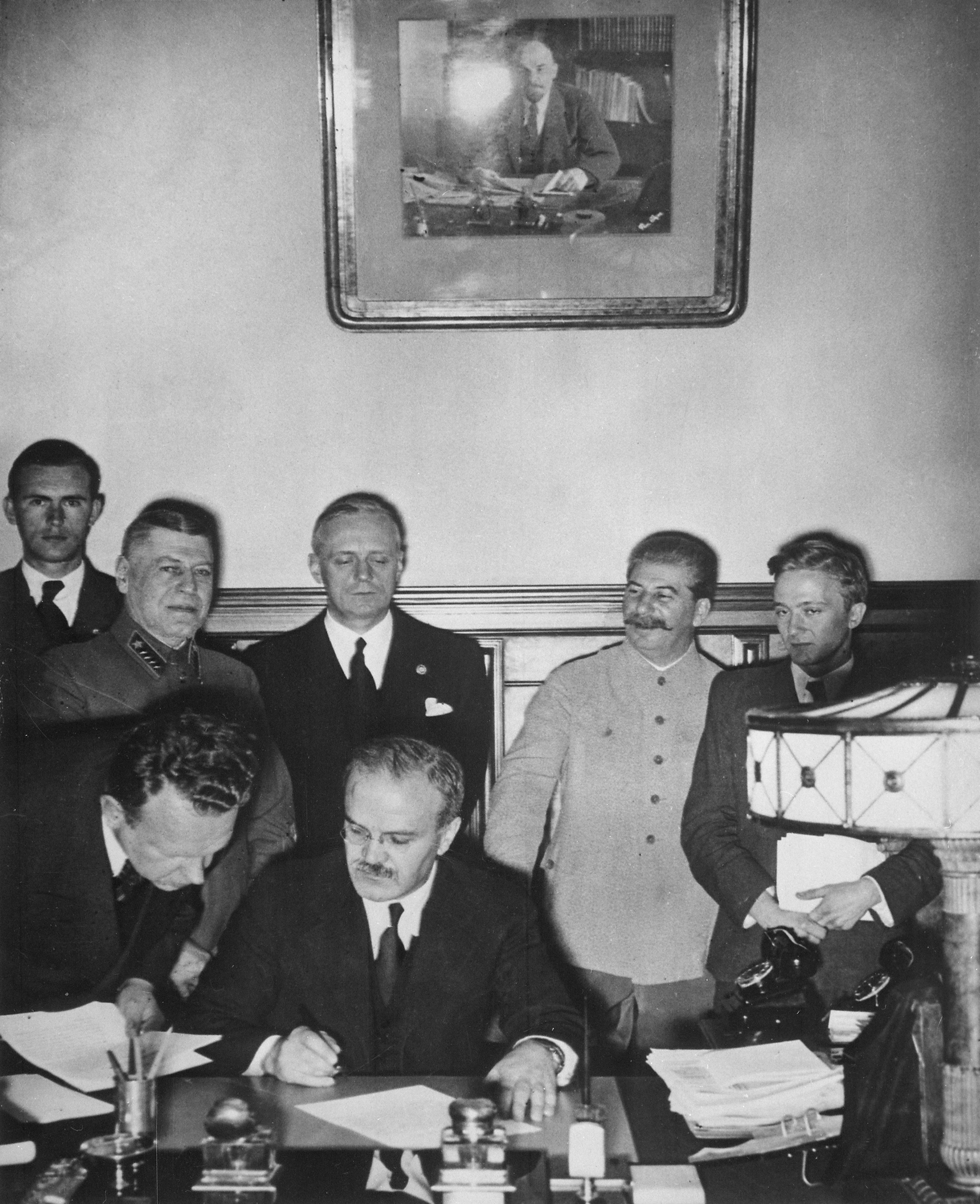
Viatxeslav Mólotov signant el Pacte de no-agressió alemany-soviètic

### Pacte de no-agressió Alemany-soviètic
El Pacte Ribbentrop-Mólotov, signat el 23 d'agost de 1939, va obrir el camí per a les ambicions territorials d'Alemanya i la Unió Soviètica a Europa Oriental. El Protocol Addicional Secret d'aquest pacte dividia el territori que separava a Alemanya i la Unió Soviètica entre les dues potències. Segons aquest protocol, Finlàndia, Estònia, Letònia i Bessaràbia es trobaven dins de l'esfera d'influència soviètica, mentre que Polònia i Lituània queien dins de l'esfera d'influència Alemanya. La Unió Soviètica va continuar negant l'existència d'aquest protocol fins al 1989, quan sota pressió de les R.S.S. bàltiques, el Congrés Popular de Diputats de la U.R.S.S. va reconèixer en forma oficial els tractats secrets com il·legals i invàlids des de la seva concepció el 24 de desembre.

### Invasió de Polònia
L'Alemanya Nazi va envair Polònia l'1 de setembre de 1939 amb el suport de Stalin. A comanda de Hitler, els soviètics van transmetre missatges codificats de suport a la força aèria nazi com a suport logístic de la invasió. França i Gran Bretanya, els que van ser obligats a signar un tractat per protegir a Polònia, van respondre amb cartes de protestes on demandaven la retirada dels alemanys. Després de la indecisió Franco-britànica, Gran Bretanya va decidir actuar en forma unilateral i va enviar un ultimàtum de dues hores a les 9:00am el 3 de setembre, qué França es va veure obligada a seguir, emetent el seu propi ultimàtum. Tanmateix, malgrat les declaracions que existia un estat de guerra amb Alemanya, les conferències militars dels aliats del 4 al 6 de setembre van determinar que no existia la possibilitat de suportar un front a Polònia. A més a més, França va demanar a Gran Bretanya que no bombardegi Alemanya, amb por de represàlies militars en contra de la població francesa. Es va decidir per no fer res, per a no provocar una transferència de forces alemanyes al capdavant occidental. Chamberlain va declarar el 12 de setembre que "No hi ha dificultat, ja que el temps és del nostre costat". L'abandonament a Polònia va ser complet.

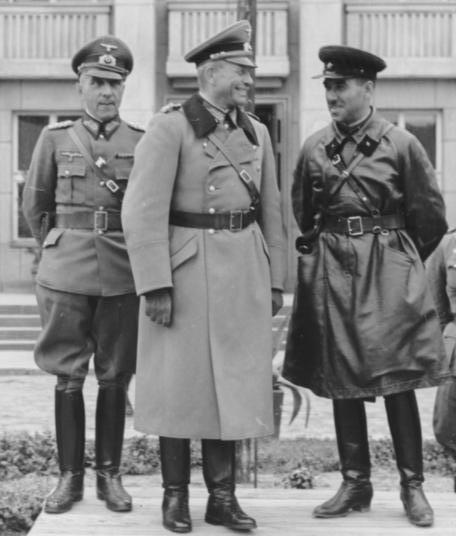
Desfilada militar alemanya-soviètic a Brest-Litovsk. La Wehrmacht i l'Exèrcit Roig van realitzar una desfilada militar conjunta en concloure la invasió de Polònia. A la tribuna al centre es troba el General Major Heinz Guderian.

Va ser aleshores quan Stalin va procedir amb la seva part del Pacte, ordenant a l'Exèrcit Roig a travessar la frontera Soviètica-polonesa el 17 de setembre amb l'excusa de protegir els belarussos i ucraïnesos al territori de Polònia, el qual els soviètics al·legaven «havia deixat d'existir» després de la victòria d'Alemanya.20 Stalin després va suggerir a Hitler un «troc» per resoldre el «Problema bàltic».
El 28 de setembre de 1939 Alemanya i la Unió Soviètica van signar un tractat germano-soviètic d'amistat, cooperació i demarcació després de dividir-se a Polònia, incloent un segon protocol secret que lliurava Lituània a Stalin a canvi de dues províncies poloneses. Poc temps després, el 3 d'octubre de 1939, l'ambaixador alemany a la Unió Soviètica, Friedrich Werner von der Schulenburg, també havia suggerit a Viatxeslav Mólotov que els canvis en les fronteres de Lituània esperin fins que «la Unió Soviètica incorpori a Lituània, una idea que, crec, és en el que es basa el tracte inicial sobre Lituània.» Tot seguit, la Unió Soviètica va acordar compensar a l'Alemanya nazi amb 7,500,000 dòlars d'or (o 35,500,000 de Reichsmarks) perquè el Reich renunciés a la seva reclamació territorial sobre Lituània, que havia de prendre possessió segons el tractat del 28 de setembre.
La Unió Soviètica ara ocupava una mica més de la meitat tot el territori polonès, i les potències aliades van demostrar ésser incapaços d'intervenir militarment en el front oriental. En aquest moment no existia res que aturés Stalin, en complicitat amb Hitler, per completar les seves ambicions al Bàltic.

### Relacions bàltic-soviètiques a la tardor de 1939
El 24 de setembre de 1939, vaixells de guerra de l'Armada Roja van aparèixer als afores dels ports estonians, al nord de Letònia, i bombarders soviètics van començar a patrullar els cels de Tallinn i els seus voltants en forma amenaçadora. Posteriorment, la U.R.S.S. va violar l'espai aeri dels tres països bàltics en enviar missions de reconeixement aeri d'intel·ligència el 25 de setembre. Moscou va exigir als països bàltics que permetessin a la U.R.S.S. instal·lar bases militars i que enviés tropes als seus territoris durant tota la guerra a Europa.
Durant una sèrie de xerrades sostingudes a Moscou el 2 d'octubre de 1939, Stalin li va dir a Vilhelms Munters, el ministre d'exteriors de Letònia: «Per ser-li sincer, la divisió de les zones d'influència ja ha estat feta. Pel que fa als alemanys, podríem ocupar el seu país.» Els països bàltics van prendre aquesta amenaça seriosament.
El govern d'Estònia, va acceptar l'ultimàtum, signant l'acord corresponent el 28 de setembre de 1939; Letònia va ser obligada a fer el mateix el 5 d'octubre de 1939; i Lituània poc temps després, el 10 d'octubre de 1939. En el cas de Letònia, l'acord obligava a Letònia a:
- prestar les bases de Liepāja, Ventspils, i Pitrags a la Unió Soviètica fins a 1949;
- construir pistes d'aterratge sota requeriments soviètics; i
- permetre a l'Exèrcit Roig establir una guarnició d'una tropa de 30,000 homes en el seu territori.[23]

En principi, aquest pacte no infringia la sobirania de Letònia. La secció 5 del pacte deia el següent: «El fer efectiu el següent tractat no ha d'afectar els drets sobirans de les parts signants, en particular la seva estructura política, el seu sistema social i econòmic, i les seves forces militars. A part de les àrees on es troben les bases militars i les pistes aèries, tot el territori de la República de Letònia continua sota la seva sobirania.»
Ja que la sovietització dels països bàltics era imminent, Hitler va «trucar a casa» els germanobàltics. Letònia va signar un acord amb l'Alemanya Nazi en la repatriació dels ciutadans germanobàltics —assentats des de segles—, el 30 d'octubre de 1939.

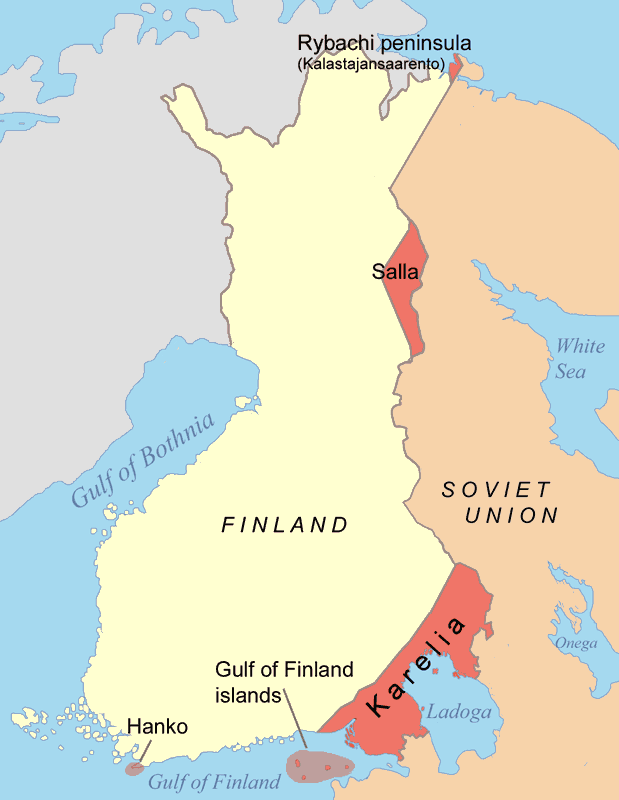
Guerra d'Hivern: Concessions de Finlàndia

De manera pública, el 31 d'octubre de 1939, el Consell Suprem Soviètic va anomenar la temor que els països bàltics siguin sovietitzats «no tenia sentit». En privat, l'estacionament de les tropes a Letònia sota els termes del pacte d'assistència mútua va marcar el començament de la realització dels vells desigs soviètics de prendre control de la regió bàltica.

### Invasió Soviètica a Finlàndia
Demandes similars van ser precedides a Finlàndia. El 5 d'octubre de 1939, els finesos havien sigut invitats a Moscou a «discutir problemes mutus». Els finesos van rebutjar signar un pacte d'assistència mútua, i el 30 de novembre, la Unió Soviètica va atacar Finlàndia, iniciant la Guerra d'Hivern. Perquè l'atac soviètic va ser considerat com il·legal, la Unió Soviètica va ser expulsada de la Societat de Nacions el 14 de desembre. Finlàndia va muntar un hàbil esforç defensiu i va reeixir aturar l'ofensiva soviètica fins a febrer de 1940, quan la seva principal línia defensiva finalment es va esfondrar. El 12 de març de 1940, davant la perspectiva d'una completa toma soviètica, Finlàndia va signar el Tractat de Pau de Moscou amb la Unió Soviètica. Finlàndia va conservar la independència, però es va veure obligada a cedir l'11% del territori i arrendar la península Hanko a la Unió Soviètica com una base naval durant 30 anys. El juny de 1941, es van reprendre les hostilitats entre Finlàndia i l'URSS en la Guerra de Continuació.

## 1940-1941: La primera ocupació soviètica

### Antecedents polítics
L'escapar de la sort de Finlàndia potser va portar un fals sentit de seguretat per a Letònia. Quatre mesos després de l'arribada de tropes soviètiques a Letònia, Vilhelms Munters, es va dirigir el 12 de febrer de 1940 en una audiència de la Universitat de Letònia dient que: «Tenim fortes raons per poder descriure la relació entre Letònia i la Unió Soviètica com molt satisfactòria. Hi ha gent que dirà que aquestes condicions favorables només són temporals i que, tard o d'hora haurem d'enfrontar-nos a la pressió política interna, a la pressió política externa de la Unió Soviètica. Les bases sobre les que fonamenten aquestes profecies són un secret per als profetes mateixos. L'experiència del nostre govern no justifica aquestes prediccions.»
Amb el fracàs de la Unió Soviètica en la seva campanya contra Finlàndia, i després d'una mica més d'un mes en acabat les expressions positives de Munters, Mólotov pràcticament va anunciar les intencions soviètiques d'annexar les repúbliques bàltiques el 25 de març de 1940: «... l'execució dels pactes ha avançat satisfactòriament i creat condicions favorables per millorar les relacions amb aquests estats.» El millorar les relacions era un eufemisme per a la invasió soviètica. Al març i abril de 1940, immediatament després del discurs de Mólotov, la premsa Soviètica va començar a llançar atacs en contra del govern letó. Després, la NKVD va dirigir una sèrie de vagues a Riga i Liepāja. Quan aquestes vagues no van aconseguir assolir els nivells generals esperats, els soviètics van donar la culpa al seu fracàs a l'«element irresponsable que danyava les bones relacions amb els veïns.» 
Tenint por que els soviètics prenguin accions, el 17 de maig de 1940, el govern letó va emetre poders d'emergència al ministre letó a Londres, Kārlis Reinholds Zariņš, designant Alfreds Bilmanis, el ministre letó a Washington, com el seu substitut.

### Invasió soviètica

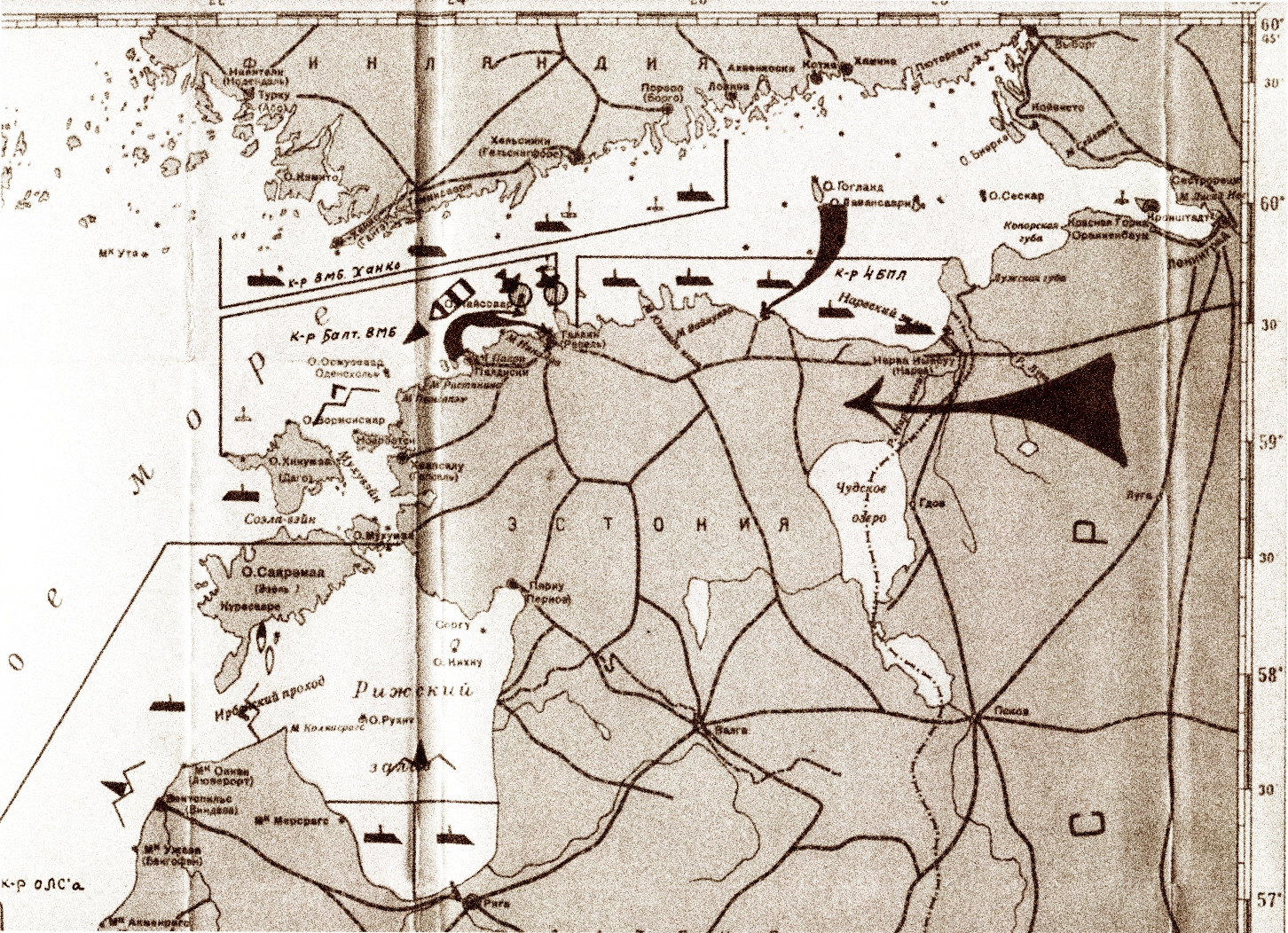
Plànols del bloqueig naval militar d'Estònia i Letònia el 1940. (Arxius Estatals de l'Armada Russa).

El 28 de maig de 1940, el ministre lituà a Moscou va rebre una nota de Mólotov on s'indicava el rapte de dos soldats soviètics a Vilna. El govern lituà va cercar resoldre aquest assumpte amb una comissió soviètica-lituana sota els termes d'un pacte d'assistència mútua. Moscou va rebutjar aquesta proposta i va concloure qualsevol diàleg amb Lituània. Aviat mostraria les seves cartes i ràpidament executaria la seva jugada: 
- el 12 de juny de 1940 els soviètics van ordenar a la Flota del Bàltic a realitzar un bloc naval total contra Estònia.[30][31]
- El 14 de juny de 1940, mentre la resta del món seguia atenta a la caiguda de París en mans nazis el dia anterior, Mólotov va acusar els països bàltics de conspirar contra la Unió Soviètica i va enviar un ultimàtum a Lituània perquè estableixin un govern que els soviètics aprovin. El mateix dia, el bloqueig soviètic sobre Estònia va prendre efecte. Segons testimonis oculars, els testimonis dels quals van ser compilats per investigadors estonians i finlandesos, dos bombarders soviètics van tombar l'avió finlandès de passatgers Kaleva, que es trobava volant entre Tallin i Hèlsinki portant tres carteres diplomàtiques de les delegacions diplomàtiques nord-americanes de Tallin, Riga i Hèlsinki. L'empleat del departament d'exteriors dels Estats Units, Henry W. Antheil, Jr. va morir a l'incident.[32]
- El 15 de juny de 1940 tropes soviètiques envaeixen Lituània,[33] i prenen posicions per envair Letònia.
- El 15 de juny de 1940 tropes soviètiques ataquen guàrdies fronterers de Letònia a Maslenki,[5] matant tres guàrdies i dos civils, a més a més de prendre 10 guàrdies i 27 civils com a ostatges a la Unió Soviètica.
- El 16 de juny de 1940 la Unió Soviètica va envair Letònia i Estònia.[33] Els soviètics van enviar ultimátums que havien de ser contestats en sis hores a Estònia i Letònia, on demandaven: (1) l'establiment de governs prosoviètics que, sota la protecció de l'Exèrcit Roig, podria fer efectius més fàcilment els Pactes d'Assistència Mútua; (2) el lliure pas de tropes soviètiques cap a Estònia i Letònia perquè puguin ser desplegades als punts més importants i evitar qualsevol acte de noviciat contra les guarnicions soviètiques. Incapaços de resistir per si sols, Letònia i Estònia van capitular.
- El 17 de juny de 1940 tropes soviètiques envaeixen Letònia i ocupen ponts i oficines del correu/telèfon, telègraf i televisió.
- El 17 de juny de 1940 Andrei Vixinski, el vicepresident del Consell de Ministres de l'URSS es presenta davant el President Kārlis Ulmanis com l'enviat especial de la Unió Soviètica.

### Pèrdua de la independència
La soviètics van continuar orquestrant els esdeveniments que continuarien després de la invasió, incloent la fabricació de protestes massives perquè es creés la impressió que existia una revolta popular. Els protestants van arribar junt amb les tropes de l'Exèrcit Roig.
- El 19 de juny de 1940 - Vixinski va visitar novament a Ulmanis, aquesta vegada, per lliurar-li la llista dels nous membres del gabinet del govern de Letònia (aquesta llista estava preaprovada per Moscou).
- El 20 de juny de 1940 - Ulmanis va ser forçat a aprovar el govern prosoviètic que assumiria el poder. Els membres de l'anteriorment il·legal partit comunista van ser alliberats. Es van organitzar diverses «processons de gratitud» en honor de Stalin.
- El 30 de juny de 1940 - El ministre d'Afers Exteriors de Lituània, Vincas Krėvė-Mickevicius, es reuneix amb Mólotov. Mólotov li comunica en forma directa que la Unió Soviètica tenia la intenció d'ocupar tota la regió: «Ha d'ésser realista i adonar-se'n que en el futur totes les nacions petites desapareixeran. La seva Lituània junt amb les altres nacions bàltiques, incloent a Finlàndia, hauran d'unir-se a la gloriosa família de la Unió Soviètica. És per això que hauria d'anar introduint la seva gent al sistema soviètic, que en el futur regnarà en tots costats, en tot Europa; i serà posat en pràctica primerament en alguns llocs, com als països bàltics i després en altres».
- El 5 de juliol de 1940 - Es promulga un decret que anuncia noves eleccions; els partits democràtics letons s'organitzen sota el Comitè Nacional per tractar de participar.
- El 9 de juliol de 1940 - Vilis Lācis, el ministre d'Assumptes Interns designat per la Unió Soviètica, va ordenar la clausura del Comitè Nacional i la deportació dels seus líders. Per a aquesta data ja havien començat les deportacions en territoris que encara no havien estat incorporats per l'URSS.
- El 14 i 15 de juliol de 1940 - Eleccions arreglades a Letònia i els altres països bàltics. Només la llista dels candidats preaprovats van ser permesos de participar en les eleccions per al «Parlament Popular».[5] Les eleccions es van portar a terme amb les següents instruccions: «Solament la llista del bloc dels Obrers de Letònia havia de ser dipositada en les urnes. Els vots han de ser dipositats sense cap canvi.» Es va reportar que, suposadament, l'índex d'activitat dels votants va ser del 97,6%. El més notori del procés va ser que els resultats van estar publicats a Moscou «12 hores abans» d'acabada la votació. Els documents electorals soviètics van mostrar després que els resultats van ser completament fabricats. Es van crear tribunals per castigar els «traïdors del poble». Aquests eren els que havien decidit en el seu «deure polític» votar per a la incorporació de Letònia a la Unió Soviètica. Aquells que no van deixar que se'ls segellin els passaports, després de votar d'aquesta forma, eren executats amb un tret al cap.[34]
- El 21 de juliol de 1940 - El Saeima elegit en forma fraudulenta va votar en forma unànime per unir-se a la Unió Soviètica -la consideració d'una acció com aquesta va ser rebutjada en} l'elecció-. Aquesta petició era il·legal segons la Constitució de Letònia, la qual encara estava en efecte, que requeria un referèndum per aprovar una acció com aquesta: amb una participació d'almenys dos terços dels votants i l'aprovació d'una majoria simple. Ulmanis es va veure forçat a renunciar.
- El 22 de juliol de 1940 - Ulmanis és deportat a la Unió Soviètica.
- 23 de juliol de 1940 - el Sotssecretari d'Estat dels Estats Units va condemnar «enrevessats processos» mitjançant els quals «la independència política i la integritat territorial de les tres petites repúbliques bàltiques van ser deliberadament aniquilidas per un dels seus veïns més poderosos.»
- El 31 de juliol de 1940 - El Ministre de Defensa, Jānis Balodis i la seva família són deportats a la Unió Soviètica -orde escrita personalment per Vilis Lācis-
- El 3, 5, i 6 d'agost de 1940 - La Unió Soviètica accepta les sol·licituds de Lituània, Letònia i Estònia, respectivament, per unir-se a la Unió. Letònia va ser incorporada com la 15va República de la Unió Soviètica. A més a més d'Alemanya, cap més nació occidental va reconèixer l'annexió com a legítima de iure.

No existeixen dades exactes sobre les baixes que els soviètics van infringir a Letònia. Les estimacions més conservadores posen el nombre de persones mortes a causa d'accions militars, execucions o deportacions en 290,000. Molts més van cercar refugi a l'exterior. Aquestes baixes van començar durant la primera ocupació soviètica. Aquest també ha estat referit com l'«Any del terror» en letó:Baigais Gads).

### Terror soviètic
Les autoritats soviètiques, havent guanyat el control sobre Letònia, van imposar de forma immediata un règim de terror. Centenars de persones van ser arrestades, incloent molts líders de la República de Letònia. Es van crear talls per castigar els «traïdors del poble».
El president de Letònia, Kārlis Ulmanis, i el Ministre d'Afers Exteriors, Vilhelms Munters, es trobaven sota arrest i amenaça d'ésser executats tot seguit. La confiscació immediata de la seva propietat i execució dintre de 24 hores va ser decretada cap a tots els diplomàtics que es trobessin a l'exterior i que tornessin a Letònia i refusessin a reconèixer el nou règim. Ordes posteriors van expandir la llista de repressions, incloent qualsevol persona relacionada amb algú que es trobés amagat del govern o que hagués escapat a l'exterior en un acte que els convertia en traïdors de l'estat.
Els trens eren escortats per un oficial de la NKVD i un comboi militar. Els deportats eren traslladats en vagons tancats amb barrots que tenian buits a terra per cobrir les necessitats sanitàries. Molts van morir abans d'arribar al seu destí final i molts més van morir durant el seu primer hivern. Alguns letons que van aconseguir evadir les deportacions van decidir amagar-se als boscos, on es van organitzar unitats antisoviètiques. Quan l'Alemanya Nazi va atacar a la Unió Soviètica, aquests rebels van entrar immediatament en acció.

## Versió soviètica dels esdeveniments

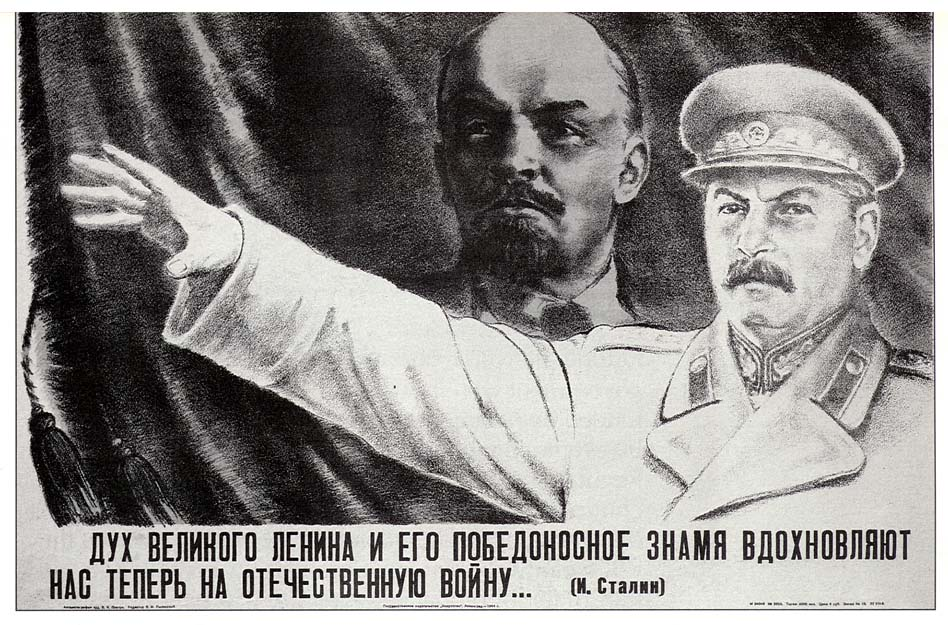
«L'esperit del Gran Lenin i el seu estendard victoriós ens inspirarà per a la Gran Guerra Patriòtica» (Stalin).

Fins al moment en què es va revaluar la història de la Unió Soviètica durant la Perestroika, que va portar la condemna oficial del protocol secret del govern soviètic de 1939, la posició soviètica sobre els esdeveniments de 1939-1940 es pot resumir en:
El govern de la Unió Soviètica va suggerir al govern de la República de Letònia que tanquessin una sèrie de tractats d'assistència mútua entre els dos països. La pressió dels obrers letons va obligar al govern de Letònia a acceptar aquesta oferta. Un Pacte d'Assistència Mútua va ser signat, el qual va permetre a l'URSS estacionar un nombre limitat de tropes a Letònia. Les dificultats econòmiques, la no satisfacció amb les polítiques del govern letó que havien sabotejat el compliment del Pacte i el Govern de Letònia i l'orientació política cap a l'Alemanya nazi van portar a una situació revolucionària que va culminar al juny de 1940. Per garantir el compliment del Pacte, tropes soviètiques addicionals van entrar a Letònia, rebudes pels obrers letons que demandaven la renúncia del govern burgès de Letònia i el seu líder feixista, Kārlis Ulmanis. Aquest mateix juny, sota el lideratge del Partit Comunista de Letònia, els obrers letons van realitzar demostracions, i en aquell mateix dia, el govern feixista va ser enderrocat, i es va formar un govern popular. Les eleccions per al parlament letó van ser portades a terme poc temps després al juliol de 1940. La Unió Popular Obrera, creada per iniciativa del Partit Comunista de Letònia, va rebre la gran majoria dels vots. El parlament va adoptar la declaració de la restauració del poder soviètic a Letònia i va proclamar la República Socialista Soviètica de Letònia. El parlament de Letònia va voler unir-se a l'URSS en forma lliure i voluntària, per la qual cosa va adoptar una resolució per a aquest efecte. La sol·licitud va ser aprovada pel Premier de la Unió Sovètica i Letònia es va convertir en una república constituent de l'URSS.

## Versions conflictives de la història
El tema de l'ocupació soviètica, els seus motius i conseqüències, continua estant objecte de controvèrsia entre els estats bàltics i Rússia. El problema principal radica en l'existència de dues versions diferents dels esdeveniments històrics durant la Segona Guerra Mundial i després: la versió letona -compartida també per Estònia i Lituània i àmpliament acceptada pels acadèmics occidentals- i la versió soviètica, que continua estant recolzada i defensada pel govern de Rússia.
Segons el Tribunal Europeu de Drets Humans, el govern de Letònia, els Estats Units i la Unió Europea, l'ocupació de Letònia per part de l'URSS el 1940, i la seva subsegüent incorporació a la Unió Soviètica el 1944, va ser il·legal. Segons aquests estats i organitzacions, el legítim govern de Letònia va ser deposat el 1940 i el govern soviètic va ser imposat a la força. Més endavant, el règim totalitari comunista de la Unió Soviètica va portar a terme accions sistemàtiques i a gran escala que van incloure assassinats i deportacions en massa de la població letona. Es van organitzar eleccions fraudulentes on només candidats aprovats pels soviètics podien participar, i els resultats van ser publicats accidentalment en la premsa occidental a Londres abans que les eleccions mateixes haguessin conclòs. Com va ser publicat per la revista Time el 1940, les persones que no havien fet segellar els seus passaports per votar per a l'annexió de Letònia a l'URSS, podien ser executades pel NKVD soviètic. El país va estar ocupat per la Unió Soviètica fins a la restauració de la seva independència el 1991. Els 48 anys d'ocupació soviètica i l'annexió dels estats bàltics mai no va ser reconeguda com a legítima per les democràcies occidentals. Els Estats Units en particular, van aplicar la Doctrina Stimson per al cas dels estats bàltics, fent que es converteixi en un precedent del dret internacional.
Mentre que el Congrés Popular de Diputats de la Unió Soviètica va condemnar l'annexió de Letònia i els altres estats bàltics abans de la dissolució de l'URSS, la Federació Russa, l'estat successor legal de la Unió Soviètica, no reconeix que hi hagi hagut una ocupació forçosa de Letònia per part de la Unió Soviètica. Específicament, amb relació a Letònia, la Duma russa va passar una resolució per a recordar els diputats de la Saeima letona que la pertinença de Letònia a la Unió Soviètica estava recolzada per fets i per «llei provinent del punt de vista judicial internacional».